# Loi de Baumol

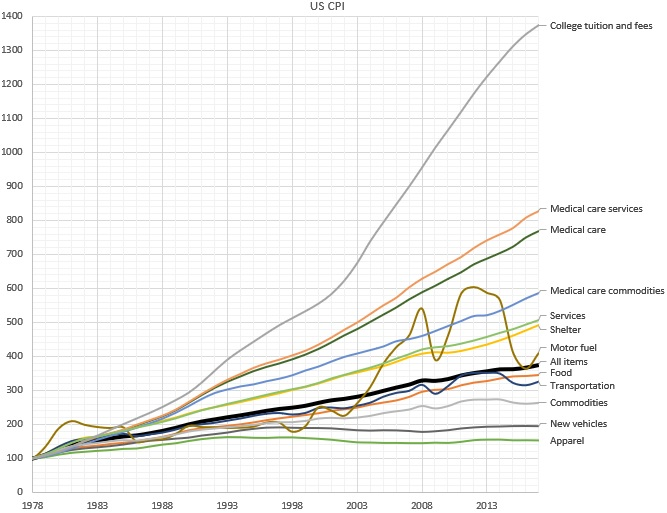
Évolution de l'indice des prix aux États-Unis : les coûts médicaux et universitaires ont fortement augmenté, ceux des vêtements et des automobiles sont restés bas.

La loi de Baumol ou maladie des coûts se réfère aux secteurs où, malgré une absence de croissance de la productivité, les salaires et les coûts augmentent. Cela s'explique par la hausse de la productivité dans les autres secteurs, qui tirent l'ensemble des salaires vers le haut. Elle est formulée par les chercheurs américains William Baumol et William Bowen à partir de 1965, initialement pour le monde du spectacle.

## Origine
Adam Smith fait allusion dans la Richesse des Nations, Livre I, aux effets des différences de productivité sur les prix relatifs des marchandises :
Supposons, par exemple, que, dans la plupart des branches d’industrie, la puissance productive du travail ait augmenté dans la proportion de dix à un, c’est-à-dire que le travail d’un jour produise actuellement dix fois autant d’ouvrage qu’il en aurait produit dans l’origine ; supposons en outre que, dans un emploi particulier, ces facultés n’aient fait de progrès que comme deux à un, c’est-à-dire que, dans une industrie particulière, le travail d’une journée produise actuellement deux fois autant d’ouvrage qu’il en aurait fait anciennement. En échangeant le produit du travail d’un jour, dans la plupart des industries, contre le produit du travail d’un jour dans cet emploi particulier, on donnera dix fois la quantité primitive d’ouvrage que produisaient ces industries, pour acheter seulement le double de la quantité primitive de l’autre. Ainsi une quantité particulière, une livre pesant, par exemple, de cette dernière espèce d’ouvrage, paraîtra être cinq fois plus chère qu’auparavant. Dans le fait, pourtant, elle est deux fois à meilleur marché qu’elle n’était dans l’origine.
Jean Fourastié
En étudiant diverses séries de prix dans le temps, Fourastié a identifié les effets hétérogènes du progrès technique selon les industries. Mais l'essentiel est que de très larges secteurs de l'activité économique n'ont pratiquement pas été affectés par le progrès technique. Par exemple, « le coiffeur pour homme ne tond pas plus de clients en 1948 qu’en 1900 ; des professions entières n’ont pas modifié leur méthode de travail de 1900 à 1930 ».(Le Grand espoir du XXe siècle, 1949 : 27).
Il identifie la maladie des coûts qui affecte les services
« Le progrès technique se développant dans le temps, les prix secondaires et primaires s’amenuisent constamment par rapport aux prix tertiaires ; à l’intérieur de chaque secteur, les prix évoluent également les uns par rapport aux autres selon l’intensité des progrès qui affectent chaque produit. » (1949 : 102).
Il en prédit également les conséquences en termes d'augmentation progressive de la part des services :
«  le volume absolu de la production secondaire ne cesse de croître ; mais à partir d’un certain état du développement économique, la valeur de ces productions croissantes s’amenuise par rapport au volume total de la production nationale. Ainsi les valeurs tertiaires envahissent la vie économique, c’est pourquoi l’on peut dire que la civilisation du progrès technique sera une civilisation tertiaire. » (1949: 59) (1949 : 59)
Dans son article "Cost Diseases of the personal services" pour The Encyclopedia of the Public Choice publié en 2004, Baumol écrit dans une note au titre : "Pour les origines de l'analyse, voir Fourastié (1963) [qui est une réimpression de Fourastié 1949]. Fourastié, J. (1949, 1963). Le Grand Espoir du XXe siècle. Progrès technique, Progrès économique, progrès social. Paris : PUF. Voir Alcouffe, A., & Le Bris, D. (2020). Progrès technique et changement structurel dans la théorie du développement de Jean Fourastié. Histoire de l'économie politique, 52(1), 101-133.

## Explication

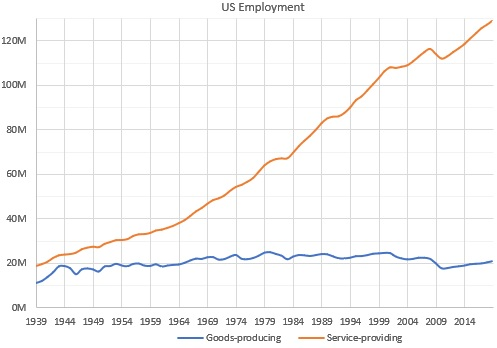
Les États-Unis se caractérisent par une hausse des emplois dans le secteur des services, et une stagnation dans le secteur des biens.

La théorie se propose de dénouer le problème du financement public dans l'industrie du spectacle vivant.
En 1965, les deux auteurs sont mandatés par la Fondation Ford de produire un diagnostic sur la santé et le fonctionnement économiques des théâtres de New York. Performing Arts : The Economic Dilemma (1966).
Ils souhaitent déterminer les raisons pour lesquelles les salles de spectacles de Broadway enregistrent une augmentation croissante de leurs coûts d'exploitation, de leur non-profitabilité chronique et d'une raréfaction de leur public.
Selon cette loi, l'économie est modélisée en deux secteurs :
1. le secteur progressif qui se caractérise par une forte progression des gains de productivité, une forte intensité capitalistique ainsi qu'un haut niveau des salaires.
2. le secteur archaïque qui se caractérise a contrario, par une faible progression voire une stagnation des gains de productivité, une faible intensité capitalistique ainsi qu'un bas niveau des salaires.

Baumol et Bowen constatent un écart important de productivité entre ces deux secteurs.
Le bien culturel spectacle se développe dans le secteur archaïque caractérisé par la stagnation de l'innovation technologique. Dès lors, les gains de productivité sont quasi inexistants (productivity lag) : un quatuor à cordes joue pendant la même durée et avec le même nombre de musiciens en 1865 et 1965. Le facteur travail prédomine alors et reste incompressible (on ne peut par exemple retirer les ténors dans un opéra). De plus, la rémunération dans l'industrie du spectacle  tend à s'aligner sur les autres secteurs. Les coûts de production s'élèvent dans les mêmes proportions. Les recettes quant à elles croissent moins rapidement (earnings gap), engendrant des tensions inflationnistes. Cette caractéristique est connue sous le nom de maladie des coûts croissants (Cost disease).
Au contraire, la durée de fabrication d'une automobile a été divisée par deux dans les usines de Renault entre 1995 et 2003. Pour la fabrication d'ordinateurs, la productivité augmente en moyenne de 60 % par an. Cela conduit à une hausse des salaires dans les secteurs où la productivité augmente. Afin d'embaucher des travailleurs compétents, les secteurs où la productivité n'augmente pas doivent augmenter les salaires à leur tour.

## Conséquences
L'endiguement de cette dynamique est préoccupant car les économies d'échelle y sont difficiles à réaliser. Dans un concert classique par exemple, il n'est pas considéré comme équivalent de remplacer une section de violons par son évolution technologique, un synthétiseur unique. Le nombre de représentations est limité. Le prix de la place de spectacle est fixé avant le lancement. La fréquentation (demande) est inélastique à la marge, la qualité étant prépondérante dans une fourchette de prix raisonnable dans le choix. L'unique marge de manœuvre reste l'augmentation qualitative.
Le public recherche toujours des spectacles plus audacieux, donc coûteux. Les prix des billets sont toujours de plus en plus élevés, ne permettant pas de séduire de nouveaux clients et risquant dans le pire des cas d'essouffler la demande existante. Les producteurs du marché spectacle vivant sont alors confrontés à un manque chronique de liquidités (fonds propres).
Pour les pouvoirs publics se pose un dilemme : soit ils financent des spectacles toujours plus coûteux, soit ils laissent de nombreux acteurs sortir du marché en paupérisant l'offre. Baumol conclut au besoin de financements externes, mécénat, fonds publics, prélevés auprès des secteurs modernes.
La majorité du service de l'État et du secteur public, comme l'enseignement, la justice ou la santé, est composée de services où les gains de productivité sont faibles ou inexistants. Par conséquent, leur coût va augmenter, se traduisant souvent par une hausse des prélèvements obligatoires, alors que la qualité n'augmente pas, voire diminue. Baumol craignait que la hausse des coûts de la santé, de l'éducation et d'autres services essentiels les rendent inabordables, conduisant à une diminution de la qualité de vie.
L'utilisation de l'intelligence artificielle pourrait mettre fin à la loi de Baumol en permettant des augmentations de productivité, par exemple dans le secteur de la santé.

## Éléments bibliographiques
- (fr) Isabelle Barbéris et Martial Poirson, L'Économie du spectacle vivant, Que sais-je, Presses universitaires de France, 2013.